# Rachid Taoussi
Rachid Taoussi (en arabe : رشيد الطاوسي) ou Rachid El Idrissi, né le 6 février 1959 à Sidi Kacem (Maroc), est un footballeur marocain reconverti entraîneur.

## Biographie

### En tant que joueur
Né à Sidi Kacem  de parents chleuhs originaires de Tafraout  de son vrai nom Rachid El Idrissi, son grand père se nommait El Idrissi mais après le divorce entre ses grands-parents, le père de Rachid prend le nom  de famille de sa mère "Taoussi".
Rachid formé à l'Union sportive de Sidi Kacem  occupait lors de sa carrière de joueur le poste de milieu offensif. 
Il évolue aux FAR de Rabat de 1989 à 1990 et vit ses meilleurs moments avec le club militaire. Il remporte en effet en 1989 le championnat marocain pour la seule fois de sa carrière de joueur. 
En 1990, il retourne chez son club formateur, l'Union Sidi Kacem pour y finir sa carrière en tant que joueur en 1992.

### En tant qu'entraîneur

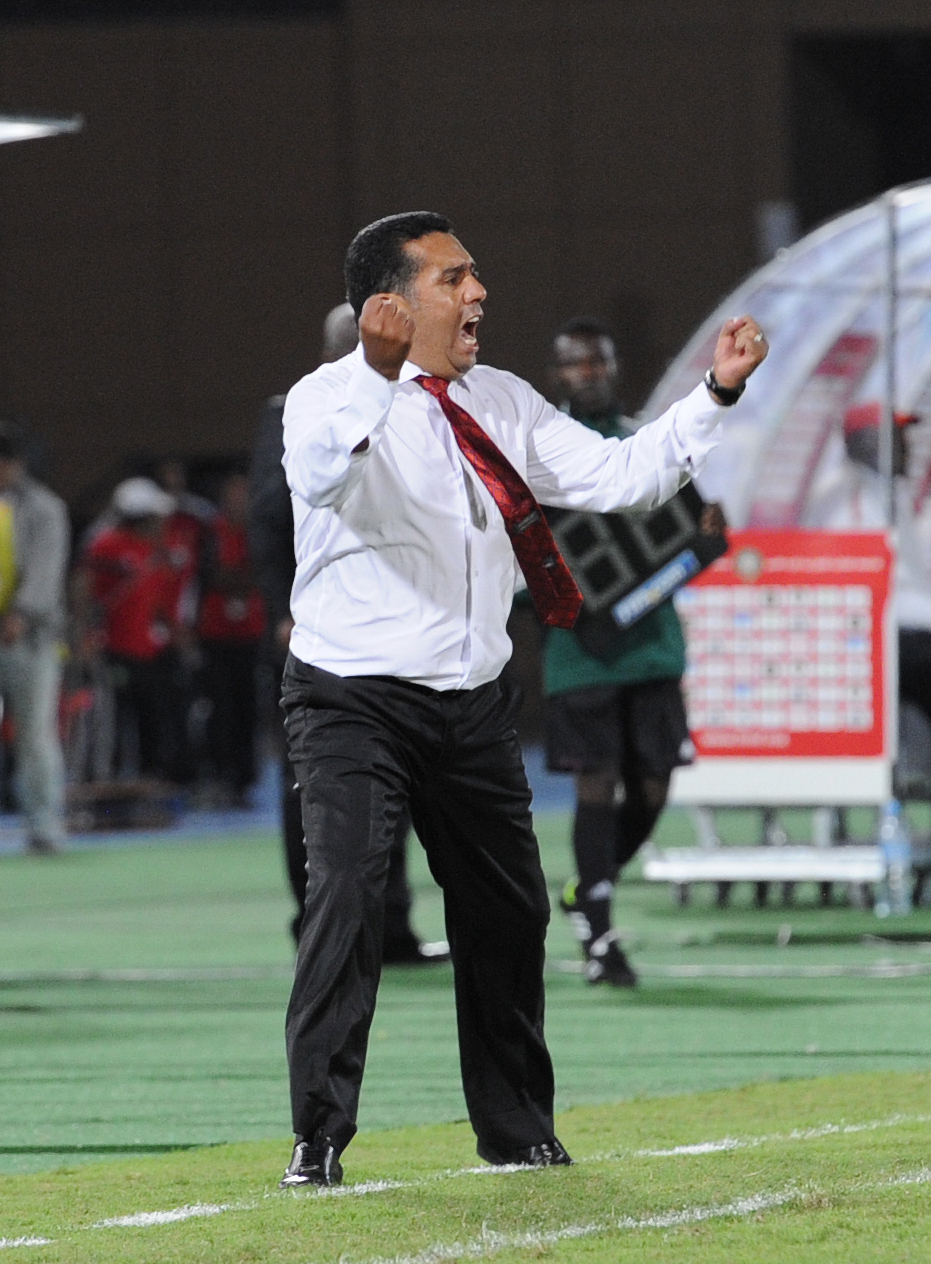
Rachid Taoussi

Rachid Taoussi décide de devenir entraîneur et débute avec son club formateur l'USK. De 1993 à 1997, il est désigné pour entraîner l'équipe nationale marocaine des -20 ans. Sélection avec laquelle il remporte la Coupe d'Afrique des nations juniors en 1997. Il prend par la suite les rênes de l'équipe nationale A du Maroc pour une courte de durée.
Après quelques expériences en tant qu'entraîneur des sélections de jeunes, il commence sa carrière de manager au KAC de Kénitra en 2003. Il rejoint le Maghreb de Fès en 2010 après avoir été directeur sportif d'Al Ain Club aux Émirats arabes unis. Il remporte avec le club du Maghreb de Fès la Coupe de la CAF, la Coupe du Trône et la Supercoupe d'Afrique en 2012. 
En 2012, il rejoint les FAR de Rabat, avec lesquels il joue seulement quatre matchs (tous gagnés). Le 22 septembre 2012, il est appelé en Équipe du Maroc en remplacement d'Eric Gerets, qui a quitté la sélection après la défaite du Maroc contre le Mozambique (2-0).
Le 13 octobre 2012, le Maroc se qualifie pour la CAN 2013 après la victoire par 4-0 face au Mozambique à Marrakech, qui fut le tout premier match de Rachid Taoussi avec la sélection marocaine.
Le 13 juillet 2013 à Tanger face à la Tunisie, les Lions de l'Atlas se qualifient à la CHAN 2014 pour la première fois depuis la création de la compétition.
En octobre 2013, son contrat au sein de l'Équipe du Maroc n'ayant pas été prolongé, il rejoint officiellement l’équipe des FAR de Rabat.
Le 5 novembre 2015, il signe un contrat de 18 mois avec le Raja Club Athletic qui venait de limoger Ruud Krol à la suite de ses mauvais résultats en championnat et de son élimination en Coupe du trône. Malgré un début compliqué, l'équipe prend son rythme et aligne six victoires consécutives en championnat entre février et avril.
Le 8 mai 2016 au Stade Ibn-Batouta, Taoussi est sur le banc quand le Raja bat le Wydad sur le score de 3-0 lors du premier match à huis clos de l'histoire du Derby. C'est le plus grand score du derby depuis la victoire 3-0 du Raja le 15 juin 2003. Ce match est resté d'autant plus mémorable car sa date coïncidait avec l'anniversaire de l'équipe adverse. Cependant, l'équipe perd de la vitesse en fin de championnat et finit en cinquième position.
Le 19 juin 2016, le Raja refuse de poursuivre le match des seizièmes de finale de la Coupe du trône contre le Difaâ d’El Jadida en signe de protestation contre l'arbitrage. La Fédération royale marocaine de football accuse Taoussi d'être à l'origine de cet incident, et lui inflige une suspension de six mois dont trois avec sursis et une amende de 50 000 dirhams.
Le 27 décembre 2017, il devient l'entraîneur du club algérien (CRB) Chabab Riadhi Belouizdad.
Pour la saison 2018-2019 il prend en charge l'Entente sportive sétifienne qui est engagé en Ligue des champions 2018. Cependant, son parcours s’arrête après la fin de la phase aller pour résultats insuffisants en Ligue 1, malgré avoir atteint la demi-finale de la Ligue des champions. 
Le 28 février 2022, Taoussi fait son retour au Raja Club Athletic en paraphant un contrat d'un an et demi. Il quitte son poste de membre de la direction technique nationale au sein de la FRMF, pour vivre une deuxième expérience sur le banc du Raja, six ans après l'avoir quitté.   
Le 23 juin, il est limogé de son poste après une défaite en championnat face à l'Olympique de Safi.

## Palmarès

### En tant que joueur
Union de Sidi Kacem
- Coupe du Trône
  - Finaliste en 1980

 FAR de Rabat
- Championnat du Maroc
  - Champion en 1989

### En tant qu'adjoint
Wydad AC
- Coupe d'Afrique des Vainqueurs de Coupe (1)
  - Vainqueur : 2002

- Coupe du Trône (1)
  - Vainqueur : 2001
  - Finaliste : 2003

### En tant qu'entraîneur
Maroc
- Coupe d'Afrique des nations junior
  - Vainqueur en 1997

 Maghreb de Fès
- Coupe de la confédération (1)
  - Vainqueur en 2011

- Supercoupe de la CAF (1)
  - Vainqueur en 2012

- Coupe du Trône (1)
  - Vainqueur en 2011
  - Finaliste en 2010

- Tournoi Ahmed Antifit  (1)
  - Vainqueur en 2011

- Championnat du Maroc
  - Vice-champion  2011

 FAR de Rabat
- Coupe du Trône
  - Finaliste en 2012

## Matchs en tant que sélectionneur du Maroc
| #  | Date             | Lieu                         | Match                | Résultat | Compétition                                                               |
| -- | ---------------- | ---------------------------- | -------------------- | -------- | ------------------------------------------------------------------------- |
| 1  | 13 octobre 2012  | Marrakech, Maroc             | Maroc Mozambique     | 4 - 0    | 3e tour qualificatif can 2013 (Retour)                                    |
| 2  | 14 novembre 2012 | Casablanca, Maroc            | Maroc Togo           | 0 - 1    | Match Amical                                                              |
| 3  | 12 décembre 2012 | El-Jadida, Maroc             | Maroc Niger          | 3 - 0    | Match Amical                                                              |
| 4  | 8 janvier 2013   | Johannesburg, Afrique du Sud | Maroc Zambie         | 0 - 0    | Match Amical                                                              |
| 5  | 12 janvier 2013  | Johannesburg, Afrique du Sud | Maroc Namibie        | 2 - 1    | Match Amical                                                              |
| 6  | 19 janvier 2013  | Johannesburg, Afrique du Sud | Maroc Angola         | 0 - 0    | 1er Tour CAN 2013                                                         |
| 7  | 23 janvier 2013  | Durban, Afrique du Sud       | Maroc Cap-Vert       | 1 - 1    | 1er Tour CAN 2013                                                         |
| 8  | 27 janvier 2013  | Durban, Afrique du Sud       | Maroc Afrique du Sud | 2 - 2    | 1er Tour CAN 2013                                                         |
| 9  | 6 mars 2013      | Marrakech, Maroc             | Maroc Mali           | 2 - 1    | Match Amical                                                              |
| 10 | 24 mars 2013     | Dar es Salam, Tanzanie       | Tanzanie Maroc       | 3 - 1    | Qualification Coupe du monde de la FIFA Brésil 2014                       |
| 11 | 8 juin 2013      | Marrakech, Maroc             | Maroc Tanzanie       | 2 - 1    | Qualification Coupe du monde de la FIFA Brésil 2014                       |
| 12 | 15 juin 2013     | Marrakech, Maroc             | Maroc Gambie         | 2 - 0    | Qualification Coupe du monde de la FIFA Brésil 2014                       |
| 13 | 6 juillet 2013   | Sousse, Tunisie              | Tunisie Maroc        | 0 - 1    | Qualification Championnat d'Afrique des nations de football 2014 (Aller)  |
| 14 | 13 juillet 2013  | Tanger, Maroc                | Maroc Tunisie        | 0 - 0    | Qualification Championnat d'Afrique des nations de football 2014 (Retour) |
| 15 | 14 août 2013     | Tanger, Maroc                | Maroc Burkina Faso   | 1 - 2    | Match Amical                                                              |
| 16 | 7 septembre 2013 | Abidjan, Côte d'Ivoire       | Côte d'Ivoire Maroc  | 1 - 1    | Qualification Coupe du monde de la FIFA Brésil 2014                       |
| 17 | 11 octobre 2013  | Agadir, Maroc                | Maroc Afrique du Sud | 1 - 1    | Match Amical                                                              |